# Псефітова структура
Псефітова структура (рос. псефитовая структура, англ. psephitic structure, psephitic texture, rudaceous texture; нім. psephitische Struktur f) — загальний термін для означення структури всіх грубоуламкових порід (брекчій, конґломератів, галечників та ін.) з розмірами уламків понад 1 мм.
Син. — грубоуламкова структура, крупноуламкова структура, великоуламкова структура.